# 976
Раннє Середньовіччя  •  Доба вікінгів  •  Золота доба ісламу  •  Реконкіста

## Геополітична ситуація
Візантію очолив Василій II Болгаробійця. Оттон II Рудий править у Священній Римській імперії.
Західним Франкським королівством править, принаймні формально, Лотар.
Апеннінський півострів розділений між численними державами: північ належить Священній Римській імперії,  середню частину займає Папська область, на південь від Римської області  лежать невеликі незалежні герцогства, деякі області на півночі та на півдні належать Візантії, інші окупували сарацини. Південь Піренейського півострова займає Кордовський халіфат, у якому почалося правління Хішама II. Північну частину півострова займають королівство Астурія і королівство Галісія та королівство Леон, де править Раміро III. Англійське королівство очолює Едуард Мученик.
У Київській Русі триває правління Ярополка Святославича. У Польщі править Мешко I.  Перше болгарське царство частково захоплене Візантією, в іншій частині править цар Самуїл. У Хорватії править король Степан Држислав. Великим князем мадярів є Геза.
Аббасидський халіфат очолює Таї, в Єгипті владу утримують Фатіміди, в Середній Азії — Саманіди, починається становлення держави Газневідів. У Китаї продовжується правління династії Сун. Значними державами Індії є Пала, Пратіхара, Чола. В Японії триває період Хей'ан.

## Події

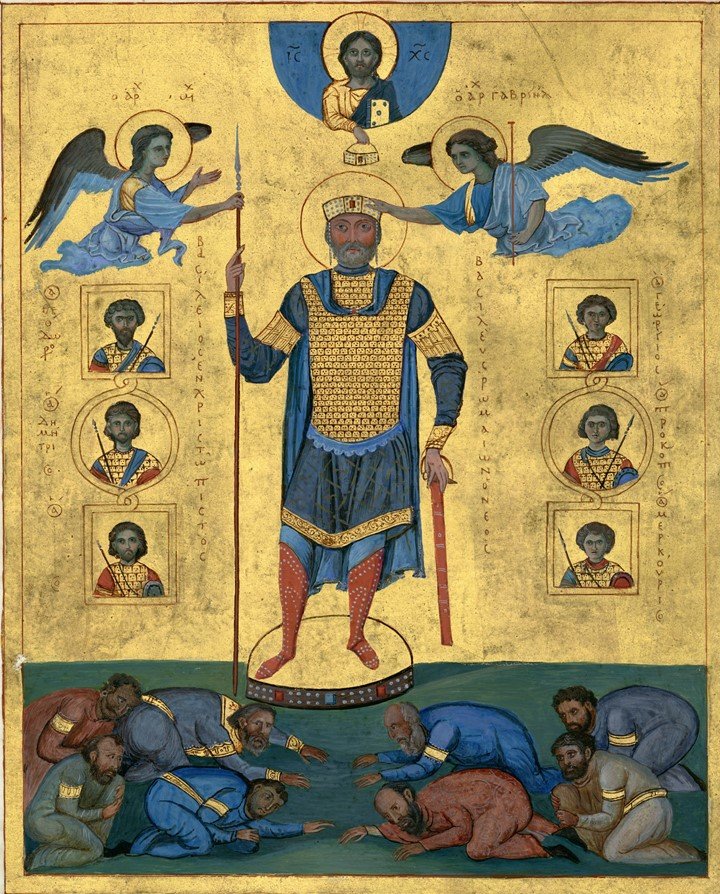
Василій II Болгаробійця

- Василевсом Візантії став Василій II Болгаробійця.
- Царем Болгарії проголосив себе Самуїл.
- Відбулися зміни в адміністративному поділі Священної Римської імперії. Засновано герцогство Велика Карантанія, Леопольд Бабенберг став маркграфом Східної марки (Австрії).
- Фатіміди відвоювали Палестину у Візантії і підступили до Дамаска, який належав Газневідам, але змушені були відійти.
- Кордовський халіфат очолив Хішам II[1].
- У Венеції відбулося повстання проти дожа П'єтро IV Кандьяно. Новим дожем став П'єтро I Орсеоло. Згоріли собор Святого Марка та палац дожів.
- Династія Сун розпочала військову кампанію проти Північної Хань.
- У Китаї заснована академія Юелю.